# ロザリア (小惑星)
ロザリア (314 Rosalia) は、小惑星帯の小惑星のひとつ。
オーギュスト・シャルロワがニースで発見した。名前の由来は不明。